# 남산초등학교 강당
남산초등학교 강당(南山初等學校 講堂)은 대구광역시 중구 대구남산초등학교에 있는 일제강점기의 건물이다. 2003년 4월 30일 대구광역시의 유형문화재 제44호로 지정되었다.

## 개요
1936년 일제 강점기에 지은 대구 남산정 공립보통학교의 강당 건물로 현재까지 당시의 건물 유형과 특징이 잘 보존 유지되고 있다.
전체적으로 붉은 벽돌쌓기 단층건물로 지붕은 4각형의 석면 슬레이트를 마름모꼴로 덮었으며, 남쪽 정면 출입구의 현관을 중심으로 좌우 대칭을 이루고 있다. 평면은 장방형으로 4면에 출입구를 두고 있으며 서쪽 정면 출입구 맞은 편에 무대(강단)와 준비실을 두고 있다. 벽면은 콘크리트 줄기초 위에 붉은 벽돌을 쌓아 벽체를 구성하였으며 창문이 설치되는 부분에 벽돌을 1단 들여쌓기하여 벽면을 분할하였다. 벽 상부에는 네모난 서까래 모양의 장식물을 부착하였다.
학교의 본관과 중관은 철거되고, 강당건물만 보존되어 있는 상태이나 이 건물은 일제 강점기하의 건축적 상황을 살펴볼 수 있는 역사적 자료로서 귀중한 가치가 있다.

## 같이 보기
- 대구남산초등학교

## 참고 자료
- 남산초등학교 강당 - 국가유산청 국가유산포털